# Reginald Fessenden
Pour les articles homonymes, voir Fessenden.
Reginald Aubrey Fessenden, né le 6 octobre 1866 à Bolton-Est (Québec) et mort le 22 juillet 1932 aux Bermudes, est un inventeur québécois. Il fut second derrière Thomas Edison au nombre de brevets déposés à son nom à l'USPTO.  
L'invention majeure de Reginald Fessenden est la radiophonie (transmission de la voix et de la musique par ondes hertziennes) : « Le 15 décembre 1902[Information douteuse], Marconi émit depuis la Nouvelle-Écosse le premier message radio en code Morse (TSF) jamais diffusé entre le Nouveau Monde et le Vieux Continent.  Seulement cinq ans après cette transmission transatlantique historique de Marconi, les opérateurs radio sur les bateaux du même océan furent surpris d'entendre une voix humaine sortir des équipements construits par Marconi et qui ne produisaient habituellement que des signaux en Morse. »

## Biographie

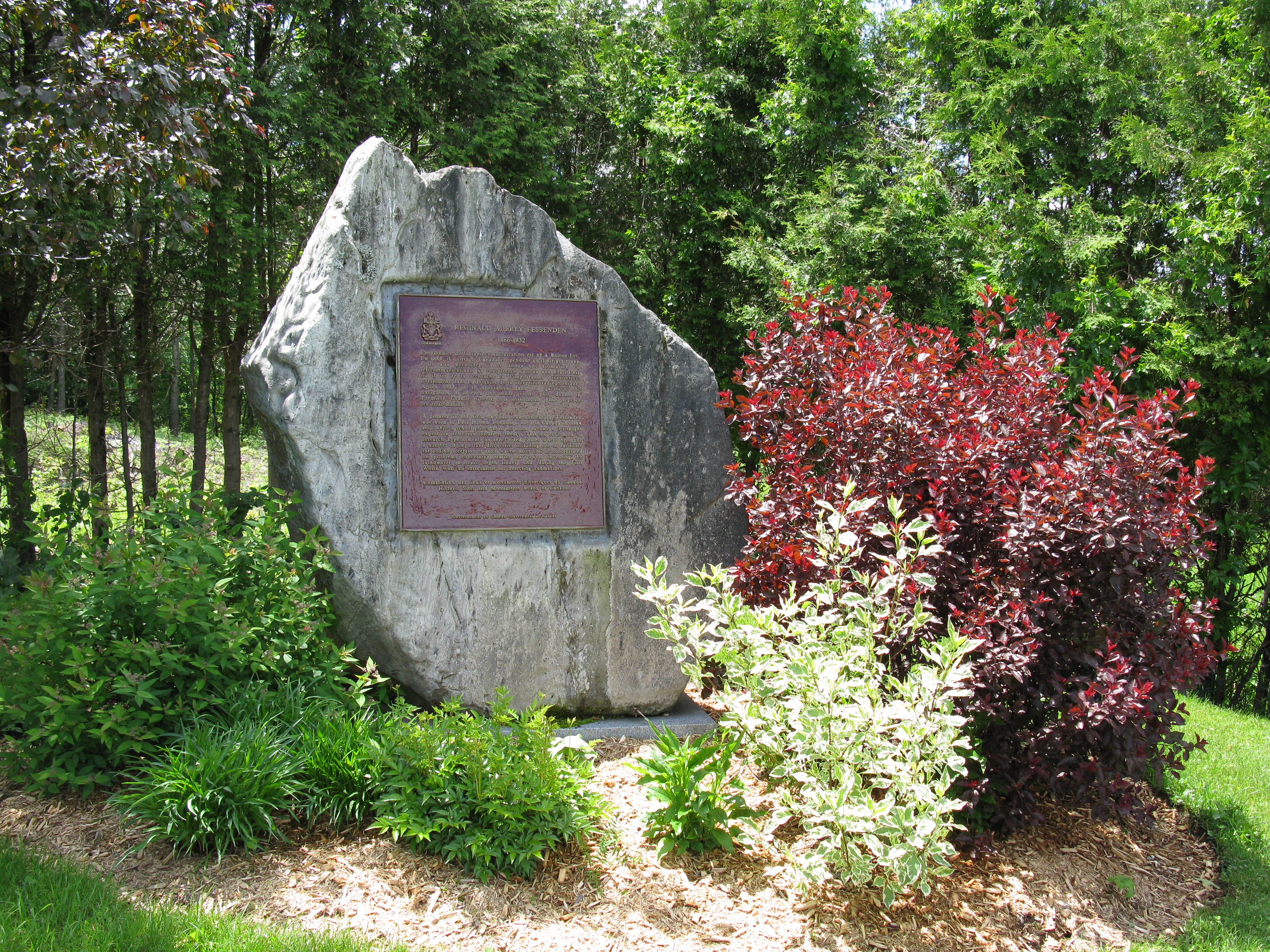
Plaque commémorative du gouvernement canadien à Austin, au Québec, près du lieu de naissance de Fessenden.

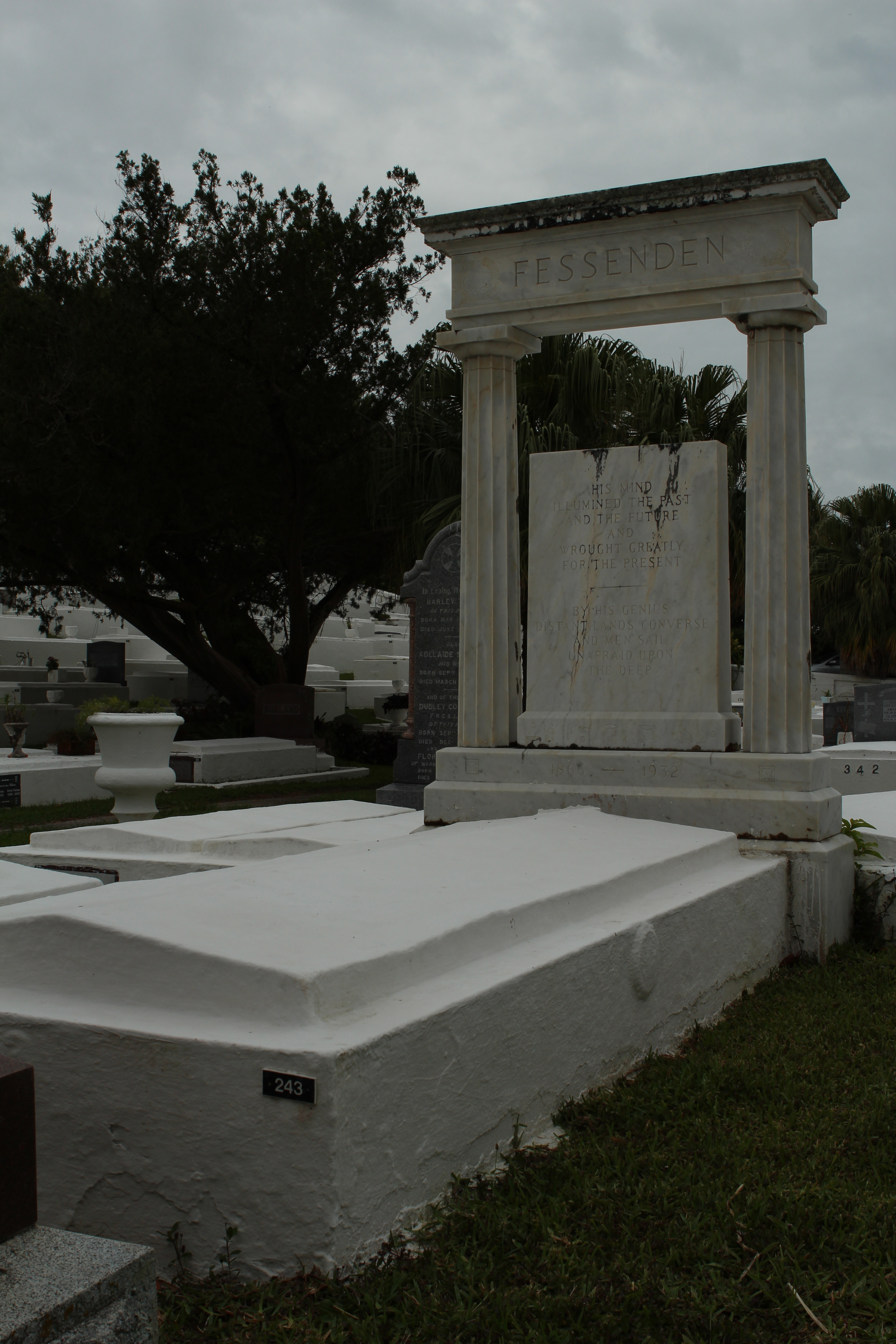
Tombe de Fessenden aux Bermudes.

Reginald Fessenden naît à Bolton-Est, au Québec.   Il passe une partie de son enfance en Ontario. Âgé de 14 ans, il entre à la Bishop's College School de Lennoxville au Québec pour y étudier les mathématiques. Il suit également des cours à l'Université Bishop sur le même campus. Il se joint ensuite à l'équipe du laboratoire de Thomas Edison, puis travaille chez Westinghouse et dans deux universités américaines.
Le 23 décembre 1900, Reginald Fessenden transmet la voix humaine de Cobb Island près de Washington, D.C., pour la première fois de l'histoire. C'est en faisant un essai de modulation d'une onde à haute fréquence avec un micro qu'il envoie ce message à son collaborateur : "One, two, three, four. Is it snowing where you are, Mr. Thiessen? If it is, telegraph back and let me know." [« Un, deux, trois, quatre ! Neige-t-il où vous êtes M. Thiessen ? S'il en est ainsi, rappelez-moi par télégraphe »]. M. Thiessen ne tarda pas à rappeler Fessenden pour confirmer qu'il avait bien reçu son message sur son récepteur radio et qu'il neigeait. La radio – la transmission par modulation d'amplitude (AM) de son et voix – était née, et ce, un an avant la transmission télégraphique (TSF) transatlantique restée si célèbre de Marconi.
En 1902, Reginald Fessenden décide de former sa propre entreprise. Il établit le principe de l'hétérodyne, technique toujours employée dans les récepteurs radios AM et FM. Il établit également un moyen de communiquer des messages vocaux à des navires en mer, alors qu'il réussit la liaison avec des vaisseaux de la United Fruit alors qu'il est à l'emploi de la société National Electric Signaling.

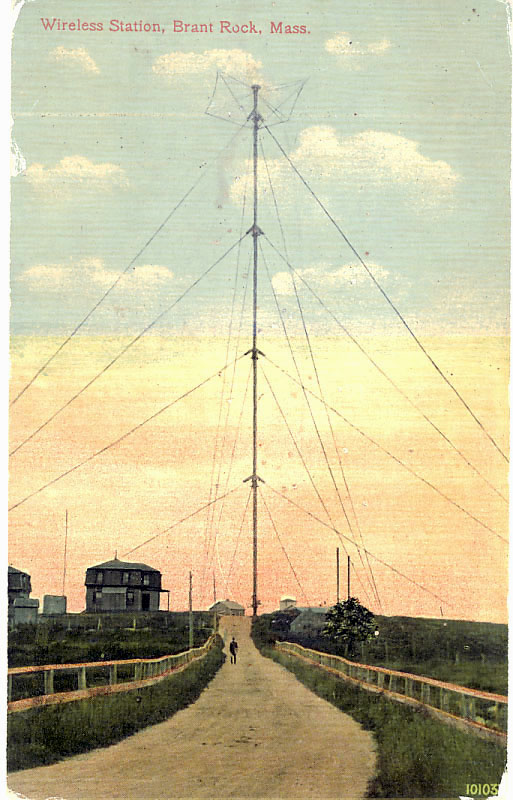
Tour radio de Brant Rock en 1910.

En 1906, Reginald Fessenden réalise deux autres avancées dans le développement de la radio. En janvier, il réussit la première transmission transatlantique bidirectionnelle, à savoir, un échange de messages en code Morse entre Brant Rock (Massachusetts) et Machrihanish (Écosse). Le 24 décembre 1906, en présence d'une petite équipe technique, de sa femme et de sa secrétaire, il réalise la première émission radio de voix et musique, soit la première radio transmission publique ou radiodiffusion, à partir de Brant Rock. Son programme comprend un bref discours, un enregistrement musical du Largo de Haendel, une chanson de Noël, Sainte nuit, jouée au violon, et une brève lecture biblique. Cette émission fut entendue surtout par des opérateurs de radio sur des navires dans l'océan Atlantique. Ayant demandé à ses auditeurs de lui écrire après leur avoir souhaité un Joyeux Noël, il apprit que cette émission avait été captée à plus de 800 km, à Norfolk en Virginie.

## Brevets notables
Pour voir ces images du USPTO, il faut utiliser un logiciel qui reconnaît le format TIFF.
- (en) Brevet U.S. 644972, Induction Coil for X-ray Apparatus, mars 1900
- (en) Brevet U.S. 648660, X-ray Apparatus, mai 1900
- (en) Brevet U.S. 654390, Induction-coil, juillet 1900
- (en) Brevet U.S. 706740, Wireless Signalling, août 1902 (principe de l'hétérodyne)
- (en) Brevet U.S. 706741, Apparatus for Wireless Telegraphy, août 1902
- (en) Brevet U.S. 706742, Wireless Signalling, août 1902
- (en) Brevet U.S. 706744, Current Actuated Wave Responsive Device, août 1902
- (en) Brevet U.S. 706747, Apparatus for Signalling by Electromagnetic Waves, août 1902 (alternateur à 50 kHz pour moduler la voix, transmetteur en continu d'ondes électromagnétiques)
- (en) Brevet U.S. 715203, Selective Signalling by Electromagnetic Waves, décembre 1902 (transmission et réception en multiplex)
- (en) Brevet U.S. 727327, Receiver for Electromagnetic Waves, mai 1903
- (en) Brevet U.S. 727328, Receiver for Signalling, mai 1903
- (en) Brevet U.S. 727329, Signalling by Electromagnetic Waves, mai 1903
- (en) Brevet U.S. 727330, Signalling by Electromagnetic Waves, mai 1903
- (en) Brevet U.S. 727331, Receiver for Electromagnetic Waves, mai 1903
- (en) Brevet U.S. 1108895, Signalling by Sound and Other Longitudinal Elastic Impulses, septembre 1914
- (en) Brevet U.S. 1576735, Infusor, mars 1926 (pour préparer le thé)